# جورج بيرس (سياسي)
جورج بيرس (بالإنجليزية: George Pearce)‏ هو سياسي نيوزلندي، ولد في 1863، وتوفي في 1935. انتخب عضو مجلس النواب نيوزيلندا.